# Лечебная блокада
Блокада — медицинская процедура по снятию мышечных спазмов. Выполняется путём разовой инъекции обезболивающих препаратов (например лидокаина, новокаина) в нервные сплетения (в том числе эпидурально).
Непосредственное воздействие обезболивающих препаратов на нервный узел непродолжительно, однако эффект изменения тонуса спазмированных мышц может приводить к длительному улучшению самочувствия пациента, а при лечении зубов при стоматологических абсцессах — к ухудшению состояния пациента, вплоть до инфекционно-токсического шока.
Процедуру могут назначать при различных заболеваниях позвоночника, например при остеохондрозе.